# Native Son : Un enfant du pays
Pour les articles homonymes, voir Native Son (homonymie).
Pour plus de détails, voir Fiche technique et Distribution.
Native Son : Un enfant du pays (Native Son) est un film américain réalisé par Jerrold Freedman, sorti en 1986. Il s'agit d'une adaptation du roman Un enfant du pays de Richard Wright.

## Fiche technique
- Titre français : Native Son : Un enfant du pays[1]
- Titre original : Native Son
- Réalisation : Jerrold Freedman
- Scénario : Richard Wesley (en) d'après le roman Un enfant du pays de Richard Wright
- Photographie : Thomas Burstyn
- Montage : Aaron Stell
- Musique : James Mtume
- Pays d'origine : États-Unis
- Format : Couleurs - Mono
- Genre : drame
- Durée : 111 minutes
- Date de sortie : 1986

## Distribution
- Victor Love (en) : Bigger Thomas (en)
- Matt Dillon : Jan
- Elizabeth McGovern : Mary Dalton
- Geraldine Page : Peggy
- Oprah Winfrey : Mme Thomas
- Akosua Busia : Bessie
- Carroll Baker : Mme Dalton
- John McMartin : Mr Dalton
- Art Evans : Doc
- John Karlen : Max
- Willard E. Pugh : Gus
- David Rasche : Buckley
- Ving Rhames : Jack
- Shavar Ross : Buddy
- Lane Smith : Britton
- George D. Wallace : Juge
- William Boyett : Reporter
- Chuck Hicks : un homme blanc